# 约克 (阿拉巴马州)
约克（英文：York），是美国阿拉巴马州下属的一座城市。面积约为6.87平方英里（约合17.78平方公里）。根据2010年美国人口普查，该市有人口2,538人，人口密度为369.7/平方英里（约合142.74/平方公里）。